# Schönecker Schweiz
Koordinaten: 50° 10′ 31″ N, 6° 28′ 25″ O

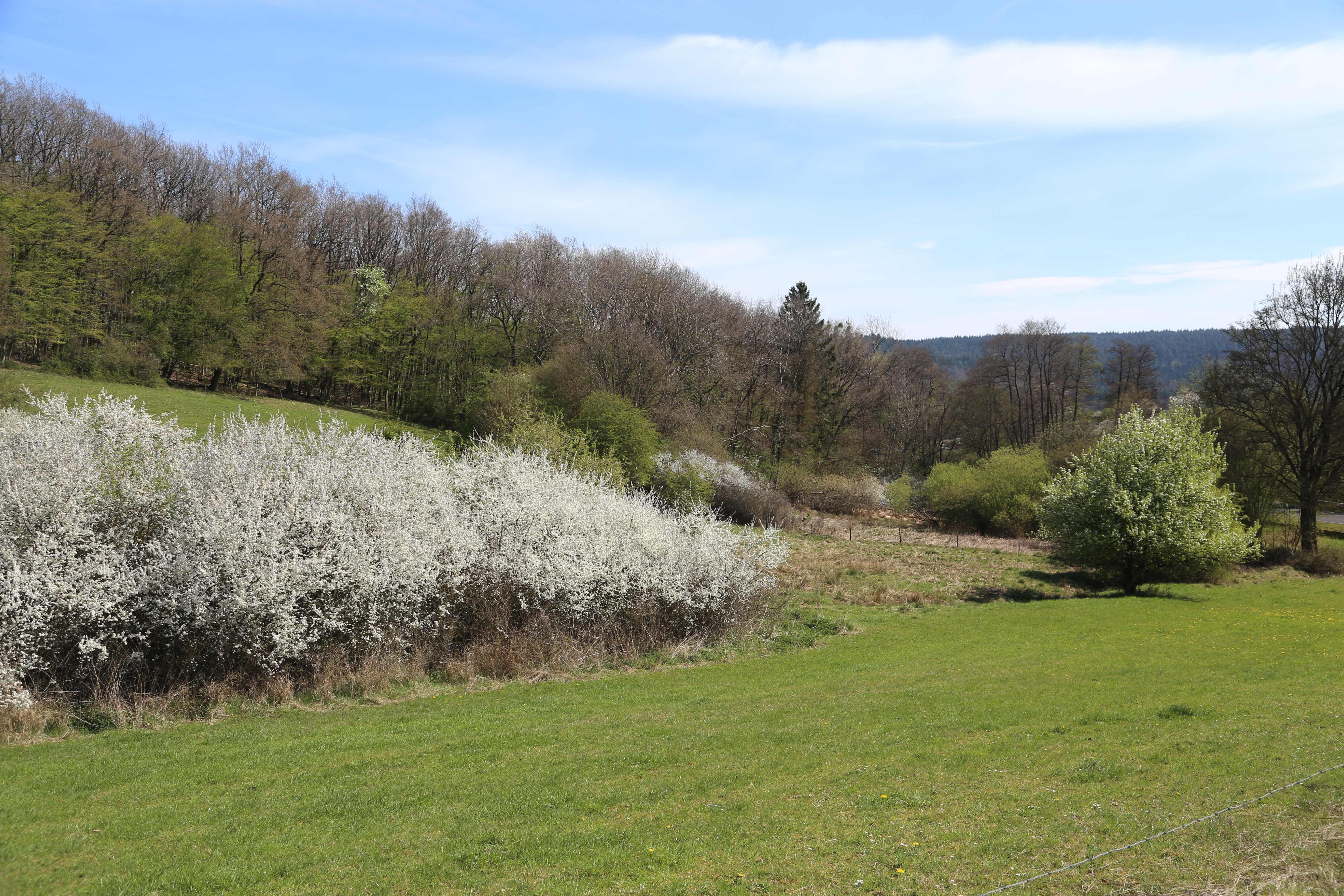
Schlehdornblüte in der Schönecker Schweiz

Die Schönecker Schweiz ist der seit 1991 unter Naturschutz stehende Teil der Prümer Kalkmulde, der noch natürliche oder naturnahe Ausprägungen der Kalkmuldenlandschaft zeigt. Das mit 865 ha größte Naturschutzgebiet im Eifelkreis Bitburg-Prüm in Rheinland-Pfalz erstreckt sich über Teile der Gemarkungen Schönecken, Niederhersdorf, Oberhersdorf, Giesdorf, Rommersheim, Fleringen und Wallersheim. Die Rechtsverordnung nennt als Schutzzweck:

„Schutzzweck ist die Erhaltung und Entwicklung der Schönecker Schweiz als ein Gebiet von gesamtstaatlicher repräsentativer Bedeutung mit ihren markanten Landschaftsteilen, insbesondere dem Altburger Bachtal, dem Kupferbach- und Schalkenbachtal, dem Greimelscheid und Walbert, dem Burg-, Forst- und Merker-Berg als größten zusammenhängenden natürlichen und naturnahen Teil der Prümer Kalkmulde.“

## Ökosysteme

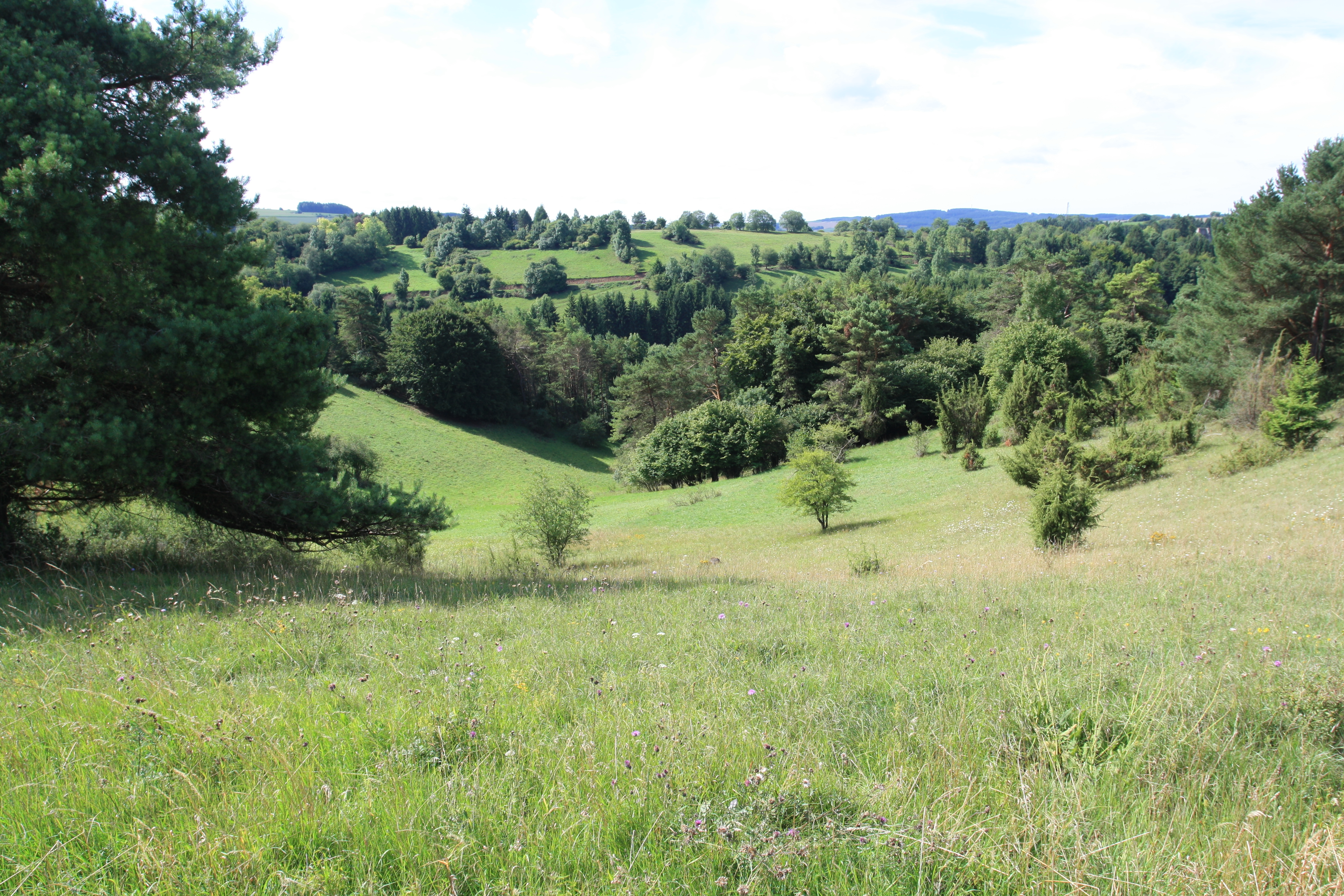
Blick ins Aubachtal, August 2017

Hervorgehoben werden die mosaikartig miteinander verzahnten Ökosysteme wie Halbtrockenrasen, Trockenrasen, Felsökosysteme, Saum-Biozönosen, Laubwälder, insbesondere Schlucht- und Kalkbuchenwälder, Bachauen, Fließgewässer, Großseggenriede und hochstaudenreiche Feuchtwiesen sowie die extensiv genutzten landwirtschaftlichen Nutzflächen, in denen eine ausgesprochen artenreiche Tier- und Pflanzenwelt mit zahlreichen seltenen und vom Aussterben bedrohten Arten vorkämen. Dies alles stünde in Verbindung mit besonderer landschaftlicher Schönheit bedingt durch die Vielfalt an Landschaftselementen, wie Steilhänge, Hochplateaus, Schluchttäler, Kerbsohlentäler, Wacholderheiden und die geologisch bedingten Karsterscheinungen wie Dolinen und Bachschwinden, Höhlen, Felsklüften, steilen Felswänden und Abbruchkanten, Schichtköpfen und Schichtrippen. Das somit repräsentative Beispiel eines Kalkgebiets auf submontaner (nicht im Hochgebirge befindlichen) Höhenstufe mit subozeanisch geprägtem Klima mit geomorphologisch bedingtem Kleinklima und der Bedeutung als altes Kultur- und Siedlungsland wurde daher als Naturschutzgebiet unter besonderen Schutz gestellt.
Das Naturschutzgebiet ist ein Rückzugsgebiet für 60 Falterarten.

## Geologie
Der „Schönecker Dolomit“ stammt hauptsächlich aus der Stufe des Givetium, wurde also ca. vor rund 387,7 Millionen Jahren bis etwa 382,7 Millionen Jahre abgelagert. Es gliedert sich dementsprechend in::7
- Bolsdorf-Schichten
- Kerpen-Schichten
- Rodert-Schichten
- Dreimühlen-Schichten
- Cürten-Schichten
- Loogh-Schichten

In unmittelbarer Nähe zur Schönecker Schweiz befindet sich der durch die Ludwig-Happel-Hütte geschützte Wetteldorfer Richtschnitt, dem ersten GSSP in Deutschland. Der andere ist seit 2021 der Kalksteinbruch Salzgitter-Salder (Turonium-Coniacium-Grenze). Der Aufschluss in der Ludwig-Happel-Hütte markiert die Grenze zwischen dem Emsium und dem Eifelium und damit zwischen dem Unterdevon und dem Mitteldevon vor 393,3 Mya.